# Terry Paine
Terry Paine, all'anagrafe Terence Lionel Paine (Winchester, 23 marzo 1939), è un ex calciatore inglese, di ruolo ala.

## Carriera
Ha disputato 713 partite in Football League con la maglia del Southampton F.C. record per la squadra e quarto assoluto per il campionato inglese. Ala, a fine carriera ha giocato anche per l'Hereford United.
Con la Nazionale inglese ha collezionato 19 presenze e 7 gol, vincendo il campionato del mondo 1966.

## Palmarès

### Club

#### Competizioni nazionali
- Third Division: 2

Southampton: 1959-1960
Hereford Utd: 1975-1976

### Nazionale
- Campionato mondiale: 1

Inghilterra 1966